# Anisocòria
L'anisocòria és la diferència del diàmetre de les pupil·les de mides desiguals. En un ull la pupil·la es contrau (miosi) i en l’altre es dilata (midriasi).
Una de cada cinc persones sanes tenen una diferència entre 0,5 mm fins a 1 mm i no es patològic, però, una diferència del diàmetre de més d’1 mm i que les pupil·les no tornin a la seva mida normal, pot ser un signe de malaltia ocular, cerebral, vascular o neuronal. Aquest trastorn pot aparèixer per causes externes (gotes oculars o efectes secundaris de medicació) o per causes internes fisiològiques (aneurisma, tumors cerebrals, augment de la pressió intracranial o migranya).
Generalment les persones amb anisocòria no tenen símptomes, però si la causa és per un problema a l’ull, els símptomes poden incloure: ptosi, problemes per moure l’ull, dolor, febre, cefalea.